# Кавалеры ордена Святого Георгия III класса Р
Кавалеры ордена Святого Георгия III класса на букву «Р»
Список составлен по алфавиту персоналий. Приводятся фамилия, имя, отчество; звание на момент награждения; номер по спискам Григоровича — Степанова и Судравского; дата награждения. Лица, чьи имена точно идентифицировать не удалось, не викифицируются.
- Раевский, Николай Николаевич, генерал-лейтенант, № 267, 15 февраля 1813
- Радецкий, Йозеф, генерал-квартирмейстер австрийской службы, № 334, 8 октября 1813
- Радецкий, Фёдор Фёдорович, генерал-лейтенант, № 537, 16 июня 1877
- Радко-Дмитриев, Радко Дмитриевич, генерал от инфантерии, № 596, 22 сентября 1914
- Раух, Оттон Егорович, генерал-майор, № 561, 1 января 1878
- Рафальский, Григорий Михайлович, полковник, 3 ноября 1915
- Рахманов, Василий Сергеевич, генерал-майор, № 311, 31 июля 1813
- Рахманов, Гавриил Михайлович, генерал-майор, № 115, 9 ноября 1794
- Резвый, Дмитрий Петрович, генерал-майор, № 206, 25 июля 1810
- Рек, Иван Григорьевич фон, генерал-майор, № 56, 18 октября 1787
- Ренни, Роберт (Роман) Егорович, генерал-майор, № 272, 22 февраля 1813
- Ренне, Карл Иванович, полковник, № 2, 3 февраля 1770
- Ренненкампф, Павел Карлович фон, генерал-майор, № 583, 22 октября 1900
- Репнин-Волконский, Николай Григорьевич, генерал-майор, № 236, 4 сентября 1812
- Репнинский, Сергей Яковлевич, генерал-майор, № 214, 23 ноября 1810
- Репнинский, Степан Яковлевич, генерал-майор, № 227, 16 февраля 1812
- Ржевский, Степан Матвеевич, бригадир, № 12, 27 июля 1770
- Ридингер, Александр Карлович, генерал-майор, № 380, 21 октября 1814
- Ридигер, Фёдор Васильевич, полковник, № 263, 3 января 1813
- Рихтер, Александр Карлович, генерал-майор, № 539, 17 июня 1877
- Родионов, Марк Иванович, генерал-майор, № 310, 31 июля 1813
- Рожанский, Станислав Мечеславович, полковник, 30 января 1915 (посмертно)
- Розен, Григорий Владимирович, генерал-майор, № 298, 3 июня 1813
- Розен, Отто Фёдорович, генерал-майор, № 403, 1 января 1828
- Романовский, Дмитрий Ильич, генерал-майор, № 510, 21 июня 1866
- Роон, Альбрехт фон, генерал-фельдмаршал прусской службы, № 527, 5 апреля 1873
- Рооп, Христофор Христофорович, генерал-лейтенант, № 554, 19 декабря 1877
- Рот, Логгин Осипович, генерал-майор, № 252, 1 ноября 1812
- Рудзевич, Александр Яковлевич, генерал-майор, № 219, 6 июля 1811
- Рузский, Николай Владимирович, генерал от инфантерии, № 594, 23 августа 1914
- Рукавина, Георг, фельдмаршал-лейтенант австрийской службы, № 464, 3 августа 1849
- Рыдзевский, Георгий Николаевич, генерал-майор, № 558, 19 декабря 1877